# Michel Roses
Pas d'image ? Cliquez ici

a Compétitions nationales et continentales officielles uniquement.

b Matchs officiels uniquement.
Michel Roses, né le 22 août 1963, est un joueur et entraîneur de rugby à XIII français dans les années 1980 et 1990.
Il évolue dans plusieurs clubs au cours de sa carrière et prend part à des finales. Avec Saint-Estève, il remporte la Coupe de France en 1987, et avec le XIII Catalan le Championnat de France en 1994.
Fort de ses performances en club, il est sélectionné à une reprise en équipe de France le 2 décembre 1990 contre l'Australie.

## Palmarès
- Collectif :
  - Vainqueur du Championnat de France : 1994 (XIII Catalan).
  - Vainqueur de la Coupe de France : 1987 (Saint-Estève).
  - Finaliste du Championnat de France : 1993 (XIII Catalan).
  - Finaliste de la Coupe de France : 1992 et 1994 (XIII Catalan).

### Détails en sélection de rugby à XIII
| 1. | 2 décembre 1990 | Australie | 4-60 | Test-match | Arrière | - | - | - | - |